# Iorgos Lànthimos
Iorgos Lànthimos (en grec: Γιώργος Λάνθιμος) (Atenes, 1973) és un cineasta i director de teatre grec. Va estudiar direcció de cinema i televisió a l'Escola de Cinema d'Atenes. Des de 1995 ha dirigit llargmetratges, obres de teatre, videodansa i un gran nombre d'anuncis de televisió. També va ser membre de l'equip creatiu que va dissenyar l'obertura i tancament de les cerimònies dels Jocs Olímpics d'Atenes 2004. El 2009, la seva pel·lícula Kynodontas va guanyar el Premi Una certa mirada al Festival de Cinema de Cannes i el Premi Ciutadà Kane i Jurat Jove en el Festival internacional de Cinema de Sitges de 2009.
El 2023 va guanyar el Lleó d'Or del Festival de Cinema de Venècia per Pobres criatures, una fàcula protagonitzada per Emma Stone.

## Filmografia
- 2001 Ο καλύτερός μου φίλος (O kalýteros mou fílos, El meu millor amic) (codirector, amb Lakis Lazópoulos)
- 2001 Uranisco Disco
- 2005 Κινέττα (Kinétta)
- 2009 Κυνόδοντας (Kynódontas, Caní)
- 2010 Attenberg (actor i productor)
- 2011 Αλπεις (Alpeis, Αlps)
- 2015 Llagosta
- 2017 The Killing of a Sacred Deer
- 2018 The Favourite[3]
- 2023 Poor Things
- 2024 AND

## Teatre
- 2002 D.D.D, de Dimitris Dimitriadis, Theatro tou Notou (Amore-Dokimes)
- 2004 Blaubart, de Dea Loher, Theatro Porta
- 2008 Natura morta in un fosso, de Fausto Paravidino, Theatro tou Notou (Amore)
- 2011 Platonov, d'Anton Txékhov, Teatre Nacional de Grècia (nova escena – Nikos Kourkoulos)